# Kubilay Türkyilmaz
Kubilay Türkyilmaz (en turco: Kubilay Türkyılmaz; Bellinzona, 4 de marzo de 1967) es un exfutbolista suizo. Jugó 62 partidos para la selección de fútbol de Suiza y marcó 34 goles.

## Carrera con clubes
Turkyilmaz comenzó su carrera con el club de su ciudad AC Bellinzona en 1986 y juntó Servette FC en 1989. En 1990 el dejó de Suiza para el club italiano Bologna FC. En 1993 Turkyilmaz juntó el club turco Galatasaray SK y ganó la Superliga de Turquía en su primera temporada. En 1995 él volvió a Suiza con el club Grasshopper Club Zürich y ganó la Super Liga Suiza para las temporadas de 1995-96 y de 1997-98. En 1998 el dejó del Zúrich y ganó para cuatro clubs suizos y el club italiano Brescia Calcio (temporada 2000-01).

## Carrera internacional
Su primer partido para la Selección Suizo fue el 2 de febrero de 1988 contra Francia en Toulouse como substituto. Sus primeros goles fueron dos contra Luxemburgo en su 7˚ partido, en calificación para el Copa Mundial de 1990, el 21 de septiembre de 1988. Jugó en Eurocopa 1996 y marcó un gol contra Inglaterra en un partido del grupo el 8 de junio. Turkyilmaz marcó su primera tripleta internacionala contra Azerbaiyán el 11 de octubre de 1997, en calificación para el copa Mundial de 1998. Fue su 56˚ partido. Marcó 13 goles en sus últimos 7 partidos de 1997 hasta 2001, incluido tripletas contra Azerbaiyán y las Islas Feroe. Su último partido fue el 5 de septiembre de 2001, contra Luxemburgo en calificación para el Copa Mundial de 2002, y marcó dos goles. Turkyilmaz no jugó nunca contra Turquía, el país de su familia. Sus 34 goles fueron más para Suiza hasta el 35.º por Alexander Frei en 2008.

## Clubes
| Club           | País    | Año         | Partidos | Goles |
| AC Bellinzona  | Suiza   | 1986 - 1989 | 79       | 46    |
| Servette FC    | Suiza   | 1989 - 1990 | 46       | 25    |
| Bolonia FC     | Italia  | 1990 - 1993 | 83       | 24    |
| Galatasaray SK | Turquía | 1993 - 1995 | 34       | 13    |
| Grasshoppers   | Suiza   | 1995 - 1998 | 84       | 51    |
| FC Locarno     | Suiza   | 1998        | 12       | 6     |
| FC Luzern      | Suiza   | 1999        | 14       | 6     |
| AC Bellinzona  | Suiza   | 2000        | 13       | 15    |
| Brescia        | Italia  | 2000 - 2001 | 9        | 3     |
| AC Lugano      | Suiza   | 2001        | 6        | 3     |